# 褒先寺
褒先寺位於四川省華鎣市永興鎮，文物遺址年代判定為南宋-清。2002年12月27日公佈為四川省文物保護單位。並入安丙墓。